# Hypsilurus
Hypsilurus es un género de iguanios de la familia Agamidae. Sus especies son endémicas de Oceanía (excepto Polinesia) y el extremo oriental de la Wallacea.

## Especies
Se reconocen las 17 especies siguientes según The Reptile Database:
- Hypsilurus auritus (Meyer, 1874)
- Hypsilurus binotatus (Meyer, 1874)
- Hypsilurus bruijnii (Peters & Doria, 1878)
- Hypsilurus capreolatus Kraus & Myers, 2012
- Hypsilurus geelvinkianus (Peters & Doria, 1878)
- Hypsilurus godeffroyi (Peters, 1867)
- Hypsilurus hikidanus Manthey & Denzer, 2006
- Hypsilurus longi (Macleay, 1877)
- Hypsilurus macrolepis Peters, 1872
- Hypsilurus magnus Manthey & Denzer, 2006
- Hypsilurus modestus (Meyer, 1874)
- Hypsilurus nigrigularis (Meyer, 1874)
- Hypsilurus ornatus Manthey & Denzer, 2006
- Hypsilurus papuensis (Macleay, 1877)
- Hypsilurus schoedei (Vogt, 1932)
- Hypsilurus schultzewestrumi (Urban, 1999)
- Hypsilurus tenuicephalus Manthey & Denzer, 2006